# Rudolf IV van Neuchâtel
Rudolf IV van Neuchâtel (25 september 1274 - tussen 1 en 23 maart 1343) was van 1288 tot aan zijn dood graaf van Neuchâtel.

## Levensloop
Rudolf IV was de zoon van graaf Amadeus van Neuchâtel en diens echtgenote Jordanna, dochter van heer Aymon I van La Sarraz. Hij was nog minderjarig toen hij in 1288 zijn vader opvolgde als graaf van Neuchâtel. Zijn ooms Jan en Richard werden aangesteld tot zijn voogden. Omdat hij nog te jong was om zelfstandig te kunnen regeren, vroegen zijn ooms aan Jan I van Chalon-Arlay om hem onder zijn bescherming te nemen. Jan kreeg alle domeinen van het graafschap Neuchâtel, maar moest in ruil al deze landerijen in leen aan Rudolf IV geven. Dit werd op 13 september 1288 door Rooms-Duits koning Rudolf I van Habsburg goedgekeurd. In 1296 begon hij zelfstandig te regeren.
Op 28 februari 1296 begaf hij zich met zijn troepen naar Valangin om de plaatselijke heren die geallieerd waren aan de bisschop van Bazel te dwingen hem te huldigen. Een jaar eerder hadden heren Jan I, Ulrich en Diederik van Valangin de suzereiniteit van Neuchâtel over de heerlijkheid betwist. Rudolf nam Jan en Diederik gevangen, waarna ze gedwongen werden om hem te huldigen en hun alliantie met de bisschop van Bazel op te geven. In 1301 betwistte Valangin opnieuw de suzereiniteit van Neuchâtel, waarna Rudolf opnieuw de wapens opnam en op 28 april van dat jaar de stad Bonneville verwoestte. Als onderdeel van een alliantieverdrag werd hij in 1307 benoemd tot bourgeois van Bern, in 1324 gevolgd door Solothurn.
In 1311 startte de bisschop van Bazel, sinds lange tijd vijand van Neuchâtel, de bouw van La Neuveville aan de grens met het graafschap Neuchâtel om er gevluchte burgers uit Bonneville op te vangen. Rudolf had de vrees dat de bisschop van Bazel op deze plaats verschillende kleine heren met vrije allodia wilde aantrekken, die dus vrij zouden zijn van alle feodale plichten. Rudolf gaf er de voorkeur aan om zijn vazallen in zijn dienst te hebben en verbond zich ertoe om van de nieuwe gebieden zijn leengoederen te maken. Om dit te kunnen, huldigde hij later dat jaar Jan I van Chalon-Arlay voor alle bezittingen in Val-de-Ruz, waaronder ook La Neuveville viel. 
In 1315 begon Rudolf IV aan de bouw van Le Landeron met de bedoeling om zijn grenzen te beschermen. Le Landeron werd in 1325 het centrum van een kasselrij nadat Rudolf de stad had gefortificeerd. Op 15 december 1348 brandde Le Landeron zo goed als volledig af, waarna zijn zoon Lodewijk in 1349 de stad heropbouwde. De stichting van Le Landeron was zeer tegen de zin van de bisschoppen van Bazel, die een oorlog ondernamen tegen Rudolf.
In maart 1343 stierf hij op 68-jarige leeftijd.

## Huwelijk en nakomelingen
In 1294 huwde Rudolf met Eleonora (overleden in 1333), dochter van heer Lodewijk I van Vaud. Ze kregen volgende kinderen:
- Johanna (1300-?), huwde met Aymon de La Sarraz
- Catharina (1303-1359), vrouwe van Montjoie, huwde in 1315 met Jan van Champvent, in 1327 met Willem van Montagny en in 1340 met Willem van Montjoie
- Lodewijk (1305-1373), graaf van Neuchâtel
- Margaretha (overleden in 1382), vrouwe van Boudry, huwde in 1319 met Hartmann van Kyburg en daarna met Hugo van Buchegg
- een dochter, huwde met Willem van Estavayer